# Ligne de Bully - Grenay à La Bassée - Violaines
La ligne de Bully - Grenay à La Bassée - Violaines était une ligne de chemin de fer d'une longueur de 9 kilomètres reliant la gare de Bully - Grenay à celle de La Bassée - Violaines, dans les départements français du Nord et du Pas-de-Calais.
Ouverte en 1865 par la Compagnie des mines de Béthune, la ligne est exclusivement affectée au trafic des marchandises. Elle constitue la ligne no 288 000 du réseau ferré national.

## Histoire
La Compagnie des mines de Béthune obtient par une convention signée avec le ministre des Travaux Publics le 28 décembre 1859 la concession d'un chemin de fer d'une longueur de neuf kilomètres exclusivement affecté au transport des marchandises. Cette convention est approuvée par décret impérial à la même date. Toutefois l'État se réserve le droit, si le besoin se présente ultérieurement, de l'ouvrir au trafic des voyageurs. Cette ligne relie le village de Bully au canal d'Aire, à La Bassée, à travers les houillères de la compagnie. Le chemin de fer est officiellement inauguré le 10 septembre 1861 puis mis en service le 13 janvier 1862. Le 8 mars 1865, la ligne rejoint le réseau d'intérêt général ; il est exploité par la Compagnie de Lille à Béthune et à Bully-Grenay.
Le 11 mai 1865 est constituée la Compagnie du chemin de fer de Lille à Béthune et à Bully-Grenay, qui se substitue à la Compagnie des mines de Béthune comme concessionnaire de la ligne. Ses statuts sont homologués par décret impérial le 22 mai suivant.
Le décret du 1er août 1990 incorpore la section de ligne allant de Bully-les-Mines à Mazingarbe au réseau ferré national exploité par la Société nationale des chemins de fer français (SNCF).

## Tracé
La ligne se détache du chemin des houillères du Pas-de-Calais en gare de Bully - Grenay et s'oriente vers le nord. Elle dessert les fosses de Bully, Mazingarbe et Béthune, puis la gare de Vermelles, avant d'atteindre la route départementale 941 puis le canal de La Bassée. Elle rejoint alors la gare de La Bassée - Violaines sur la ligne de Fives à Abbeville.